# Musique du Trecento

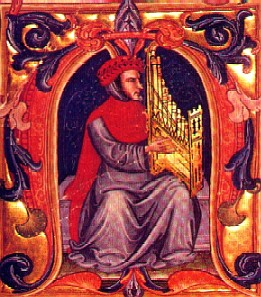
Francesco Landini, le compositeur le plus célèbre du Trecento, jouant sur un orgue portatif (illustration du XVe siècle, Squarcialupi Codex).

Le Trecento, c'est-à-dire le XIVe siècle, a été en Italie une période de vigueur et d'activité dans le domaine des arts, et notamment en peinture, en architecture, en littérature et en musique. La musique du Trecento a suivi en de nombreux points les avancées des autres arts, par exemple en initiant de nouvelles formes d'expression, en particulier dans le chant profane en langue vernaculaire, c'est-à-dire en italien. Sur ce plan, la musique du Trecento peut apparaître comme un phénomène de Renaissance. Toutefois, le principal langage musical était plus étroitement lié à celui de la fin du Moyen Âge, et les musicologues considèrent généralement le Trecento comme la fin de l'époque médiévale. Trecento signifie « trois cents » en italien, pour désigner les années 1300 (300 après 1000). Néanmoins, la période la plus florissante de la musique du Trecento, dominé par le style musical de l'ars subtilior, n'est survenu que tardivement dans le siècle, et l'on inclut généralement dans l'expression la musique composées jusqu'aux années 1420.  
De nombreuses œuvres de cette période sont anonymes. Certaines nous sont néanmoins parvenues sous la signature d'importants compositeurs, dont Francesco Landini et Johannes Ciconia.

## Compositeurs
- Jacopo da Bologna
- Donato da Cascia
- Giovanni da Cascia
- Antonello da Caserta
- Philippus de Caserta
- Johannes Ciconia
- Andrea da Firenze
- Gherardello da Firenze
- Lorenzo da Firenze
- Paolo da Firenze
- Francesco Landini
- Giovanni Mazzuoli
- Niccolò da Perugia
- Bartolino da Padova
- Grazioso da Padova
- Marchetto da Padova
- Matteo da Perugia
- Petrus de Goscalch
- Maestro Piero
- Prepositus Brixiensis
- Sant Omer
- Ugolino da Orvieto
- Vincenzo da Rimini
- Antonio Zacara da Teramo